# MQ-17間諜鷹無人機
MQ-17間諜鷹無人機（英語：SpyHawk）是一款由MTC科技公司研製，供美國海軍陸戰隊使用的無人機，提供師級執行偵察任務。該機從安裝在拖車上的氣動發射器發射，並採用1具HONDAGX-57發動機。然而MQ-17的研製計畫在MTC科技公司被貝宜系統收購後，於2008年1月取消。